# Белорусский вокзал
Белору́сский вокза́л (в 1870—1871 — Смоленский, в 1871—1912 и в 1917—1922 — Брестский, в 1912—1917 — Александровский, в 1922—1936 — Белорусско-Балтийский) — пассажирский терминал станции Москва-Пассажирская-Смоленская, один из десяти железнодорожных вокзалов Москвы. Расположен по адресу площадь Тверская Застава, дом 7.
Белорусский вокзал входит в Московскую региональную дирекцию железнодорожных вокзалов.
Железнодорожная станция Москва-Пассажирская-Смоленская Московской железной дороги входит в Московско-Смоленский центр организации работы железнодорожных станций — ДЦС-3 Московской дирекции управления движением.
По основному применению является пассажирской, по объёму работы — внеклассной. Является начальным пунктом Белорусского направления МЖД как части магистрали Москва — Минск, а также станцией Белорусско-Савёловского диаметра и Калужско-Нижегородского диаметра. Не является тупиковой, линия продолжается транзитом далее как Алексеевская соединительная линия.
С 2018 года действует объединённая станция на базе станций Москва-Пассажирская-Смоленская и Москва-Товарная.
В сутки станция обслуживает от 14 до 25 тыс. пассажиров (3—5 тыс. дальнего следования и 11—20 тыс. пригородных); 34 пары пассажирских поездов дальнего следования и 139 пар пригородных, около 60 пар региональных экспрессов и аэроэкспрессов.
Соседними остановочными пунктами являются Савёловская (для МЦД-1 и МЦД-4), Беговая (для МЦД-1), временно Тестовская (для МЦД-4; до окончания строительства Беговой на том же диаметре).

## История
Строительство железной дороги от Москвы к Смоленску, а затем в направлении Минска и Варшавы началось во второй половине 1860-х годов. Дорога называлась Московско-Смоленской. Строительство вокзала, получившего название Смоленский, началось в конце апреля 1869 года; он стал шестым по счёту в Москве. Торжественное открытие Московско-Смоленской железной дороги состоялось 19 сентября 1870 года.
В ноябре 1871 года, после продления дороги до Бреста, вокзал стал называться Брестским.

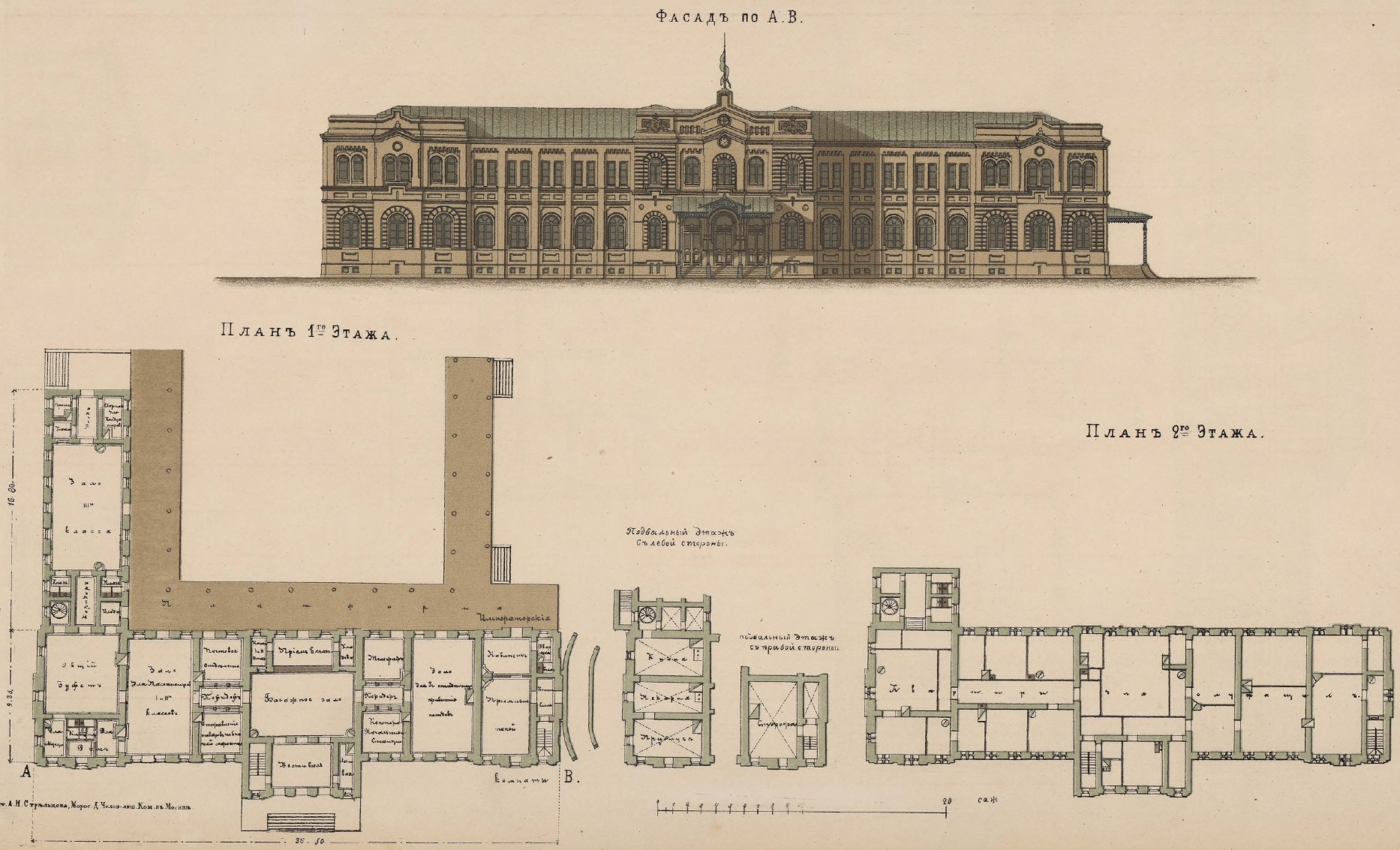
План-чертёж на 1872 год

В начале 1890-х годов движение стало двухпутным, а платформа отправления была всего одна. К реконструкции вокзала, уже не вмещавшего в себя пассажиров, приступили лишь в 1907 году. 15 мая 1910 года открыли правое крыло нового вокзала, 26 февраля 1912 года — левое.
Автором проекта был архитектор Иван Струков. 4 мая 1912 года железная дорога была переименована в Александровскую, вокзал стал называться Александровским в честь императора Александра Павловича.
В августе 1922 года Александровская и Московско-Балтийская дороги были объединены в Московско-Белорусско-Балтийскую, поэтому вокзал был переименован в Белорусско-Балтийский. В мае 1936 года, после очередной реорганизации железных дорог, вокзал получил своё нынешнее название — Белорусский.
В 1938 году в правом крыле вокзала запустили станцию метро «Белорусская-радиальная». В 1976 году в дополнение к существующему построено новое здание вокзала.

27 сентября 2007 года компания «Аэроэкспресс» начала реконструкцию для организации железнодорожного сообщения с аэропортом «Шереметьево». Проект реконструкции части вокзала оценивался в 7,7 млн $ и предполагал строительство нового терминала, который стал одним из центральных звеньев в железнодорожном сообщении между Москвой и аэропортом.
Новый аэровокзал расположился в четвёртом зале Белорусского вокзала и занял площадь 600 м². Здесь пассажиры, улетающие из Шереметьева, могут пройти регистрацию на авиарейсы, используя киоски самостоятельной регистрации. Регистрация багажа в городском терминале была отменена 1 декабря 2010 года в связи с резким увеличением количества пассажиров. Терминал открылся 27 августа 2009 года.
В июне 2008 года завершено строительство железнодорожного терминального комплекса в Шереметьеве и пущен новый по своим техническим и дизайнерским характеристикам подвижной состав: задействованы новые электропоезда ЭД4МКМ-Аэро производства ЗАО «Трансмашхолдинг». Железнодорожные экспрессы в Шереметьево отправляются с Белорусского вокзала и доставляют пассажиров до станции Аэропорт Шереметьево.
Входит в состав Московских центральных диаметров, линии МЦД-1 и МЦД-4.
С 21 ноября 2019 года в связи с открытием МЦД-1 транзитное движение с Курского на Белорусское направление приостановлено.
В 2020 году начато строительство соединительной железнодорожной ветки между Киевским и Белорусским направлениями МЖД. 9 сентября 2023 года вместе с открытием МЦД-4 полностью завершено строительство соединительной ветки, реконструкция платформ вокзала продолжается.
6 февраля 2024 года открылся новый вестибюль для пассажиров, а также открыт сход на платформы МЦД-1 и МЦД-4 с Тверского путепровода.
| - Брестский вокзал до перестройки. 1899-1901 гг. - Брестский вокзал в 1911 г. - Белорусский вокзал. 1957 г. - Паровоз Л 2344+3653 с поездом. 2012 г. |

## Пути и пассажирские платформы
Белорусский вокзал до реконструкции имел 6 пассажирских платформ и 11 путей, включая 7 тупиковых и 4 проходных на Алексеевскую соединительную линию. Пути в сторону Белорусского направления отходят на запад, а в сторону Алексеевской соединительной линии — к Савёловскому направлению на север. Отсчёт номеров платформ вёлся в направлении с юга на север. Вторая платформа вокзала — низкая, а все остальные — высокие. Платформы с первой по третью не огорожены, с четвёртой по шестую — огорожены заборами и турникетами, так как используются в основном для пригородных поездов (при прибытии к данным платформам поездов дальнего следования или аэроэкспрессов проходы на платформы временно открываются).
Напротив основного здания вокзала к западу от него расположено семь тупиковых путей, включая шесть длинных и один укороченный, вдоль которых расположены четыре островные платформы, имеющие прямую форму вблизи вокзала и изогнутую в отдалении. Отсчёт номеров путей ведётся с юга на север, за исключением крайнего укороченного пути, который, будучи нулевым по порядку, обозначен как девятый. Этот путь расположен с левой стороны от первой платформы и начинается на значительном удалении от тупиков других путей дальше середины платформы. Ранее девятый путь, как правило, использовался для приёма почтовых и багажных вагонов, для чего имеет с противоположной стороны техническую платформу с почтово-багажным терминалом; в настоящее время днём он используется для приёма пригородных пятивагонных электропоездов ЭГ2Тв «Иволга» сообщением Москва — Усово.
Пути с первого по третий, расположенные вдоль первой высокой и второй низкой платформ, используются только для приёма поездов дальнего следования, причём пути второй платформы также принимают международные поезда с более узкими вагонами габарита RIC. Четвёртый и пятый пути возле третьей высокой платформы могут принимать как поезда дальнего следования российского габарита, так и пригородные электропоезда. Шестой путь расположен с левой стороны огороженной четвёртой платформы и в основном принимает пригородные поезда.
До реконструкции путей, которая началась вскоре после запуска МЦД-1, оборот пригородных электропоездов, прибывавших со Смоленского направления к конечной остановке на Белорусский вокзал, производился на проходных путях, расположенных между двумя главными проходными путями посредине у островной платформы. Также для временного отстоя некоторых электропоездов со Смоленского направления использовался оборотный тупик, располагавшийся ранее между главными путями Алексеевской соединительной линии на перегоне в сторону Савёловской прямо за путепроводом эстакады Тверской улицы. А главными проходными путями являлись из них только 2 пути, расположенные по краям. Теперь же после реконструкции путей и после запуска МЦД-4 главными проходными путями встречного движения стали все 4 проходных пути; из них южные 2 пути встречного движения предназначены для движения поездов МЦД-4 (пути № 12—13), а северные 2 пути — для поездов МЦД-1 и «Аэроэкспрессов» (пути № 14—15). Существовавший ранее оборотный тупик для отстоя, располагавшийся за эстакадой Тверской улицы, в настоящее время демонтирован. Оборот электропоездов со Смоленского направления на конечной остановке и их временный отстой теперь производится на тупиковых путях Белорусского вокзала.
| - Платформа 1 (пути 9 и 1) - Платформа 2 (пути 2 и 3) - Платформа 3 (пути 4 и 5) - Платформы проходных путей - Пассажирский вестибюль МЦД и пригородных поездов, 2024 |

Четыре проходных пути расположены в кривой и расходятся от тупиковых в сторону севера при движении на восток. Эти пути принимают в основном пригородные поезда и все имеющие остановку на вокзале транзитные поезда дальнего следования. Посадочные платформы этих путей находятся ближе к основному зданию вокзала под углом к тупиковым платформам и имеют изогнутую форму, оборудованы турникетами и находятся в огороженной зоне. При этом пути имеют двойную нумерацию с севера на юг, не совпадающую с порядковой нумерацией тупиковых путей: крайний путь с северной стороны вдоль шестой береговой платформы обозначен как первый проходной, пути пятой островной платформы — седьмой и восьмой, а путь с северной стороны четвёртой платформы — второй проходной. Этот путь имеет платформу увеличенной длины, что позволяет принимать на него длинные транзитные поезда дальнего следования, имеющие остановку на вокзале. Также на этот путь прибывают все аэроэкспрессы в аэропорт Шереметьево.

## Пассажирское движение
Пассажирский терминал Белорусского вокзала обслуживает поезда дальнего следования в Беларусь (Минск, Гродно, Могилёв, Брест, Витебск), а также северо-западного направлений — через Вязьму, Ржев до Великих Лук и Пскова. До 2022 года с Белорусского вокзала также ходили поезда в города восточной и центральной Европы — Вильнюс, Варшаву, Прагу, Берлин, Париж и Ниццу. До пандемии COVID-19 к этим поездам добавлялись прицепные вагоны, следующие в Осло, Стокгольм, Копенгаген и Амстердам.
Пригородные электропоезда Белорусского направления следуют до конечных остановок Усово, Одинцово, Голицыно, Кубинка I, Можайск, Бородино, Звенигород (в том числе поезда экспрессы). Организовано транзитное движение электропоездов Савёловского направления. С Белорусского вокзала регулярно отправляются поезда «Аэроэкспресс» в аэропорт Шереметьево, время в пути — 50 минут.
Весной 2021 года после перерыва, связанного с коронавирусными ограничениями, возобновлено регулярное сообщение с городами Беларуси. Запущен новый маршрут скоростного поезда «Ласточка» до Минска. Восстановлено движение пассажирских поездов дальнего следования до Минска, Бреста, Полоцка, Витебска, Гомеля.

### Основные направления
| Страна   | Пункт назначения                                       |
| -------- | ------------------------------------------------------ |
| Россия   | Смоленск, Калининград, Псков, Великие Луки             |
| Беларусь | Минск, Брест, Орша, Барановичи, Гомель, Гродно, Полоцк |

### Перевозчики и расписание
| Перевозчик                                    | Дистанция                               | Расписание   |
| --------------------------------------------- | --------------------------------------- | ------------ |
| Российские железные дороги (ФПК, ДОСС)        | Дальнее следование                      | РЖД          |
| Белорусская железная дорога                   | Дальнее следование                      | БЧ           |
| Центральная пригородная пассажирская компания | Межрегиональное и пригородное сообщение | ЦППК         |
| Аэроэкспресс                                  | Межрегиональное и пригородное сообщение | Аэроэкспресс |

### Пассажиропоток
Пассажиропоток станции составляет более 3,6 млн человек в месяц или около 1500 пассажиров в час. В 2018 году каждый месяц пассажирским терминалом станции Москва-Белорусская было обработано в среднем около 2,41 млн человек, из которых более 2,12 млн пассажиров пришлось на пригородное и межрегиональное сообщение и около 0,29 млн человек перевезено поездами дальнего следования.
| - ЭП20-037 с пассажирским поездом - ЭГ2Тв на девятом пути - ЭД4М-0459 — экспресс в Можайск - ЭД4МКМ-АЭРО-0001 — аэроэкспресс |

## Наземный общественный транспорт
На этой станции можно пересесть на следующие маршруты городского пассажирского транспорта:
- Автобусы: м1, м32, м34, е30, е30к, 27, 116, 345, 356, 366, 382, 384, 418, с482, с532, 905, т70, т78, н1, н12
- Трамваи: 7, 9

## Достопримечательности
- Мозаичное панно на тему Великой Октябрьской социалистической революции.
- Портреты Воина-освободителя, Александра Невского и маршала Георгия Жукова в здании вокзала.
- Мемориальная доска на фасаде вокзала, посвящённая первому исполнению песни «Священная война» 26 июня 1941 года. Установлена в 2005 г.
- До марта 2013 года существовал паровоз-памятник П36-0120 возле депо имени Ильича Московской железной дороги. Весной-летом 2013 года паровоз убран и восстановлен в ТЧР-17 Тихорецк, в настоящее время — на ходу.
- Памятник «Прощание славянки», посвящённый известному маршу. Открыт 8 мая 2014 года на перроне вокзала к столетию написания марша.

|  |

## В кинематографе
- «Подкидыш» (1939)
- «Девушка без адреса» (1957)
- «Летят журавли» (1957)
- «Сверстницы» (1959)
- «Белорусский вокзал» (1970)
- «Подсолнухи» (1970)
- «Гонки по вертикали» (1982)
- «Паспорт» (1990)